# Rubus rosaceus
Espèce
Rubus rosaceus est une espèce de plantes à fleurs du genre Rubus (les ronces) et de la famille des Rosacées. Son nom botanique vient du latin, rosaceus, qui signifie rosacé, les fleurs étant d'un rose soutenu.

## Description
Les turions sont rampants, obtusément anguleux à faces nettement convexes, d'une couleur rouge bordeaux foncé et un peu luisants, avec sur chaque face 0 à 3 poils et 4 à 8 glandes stipitées par cm (ces glandes portées par des stipes longs d'environ 0,5 mm), à micro-aiguillons épars à assez denses, peu à nettement reliés aux plus gros aiguillons par la présence d'aiguillons de tailles intermédiaires ; les plus gros aiguillons, au nombre de 7 à 15 par 5 cm de turion, sont larges, droits ou un peu courbés, d'une longueur atteignant 5 à 7 mm.
Les pétioles, à face supérieure canaliculée seulement à la base, portent 10 à 22 aiguillons (pour les plus gros) qui sont courbés, longs de 2,5 à 3,5 mm.
Les stipules sont filiformes à étroitement linéaires.
Les feuilles ont pour la plupart 3 folioles, mais certaines d'entre elles en possèdent généralement 4 ou 5. Les folioles sont glabres ou poilues à la face supérieure (0-15 poils par cm²), et la face inférieure, dépourvue de poils étoilés, porte une pubescence de poils simples généralement non perceptibles au toucher. Le pétiolule de la foliole terminale est d'une longueur représentant 23 à 34 % (rarement jusqu'à 39 %) de celle du limbe. La foliole terminale est largement ovale à largement obovale, depuis une base arrondie à un peu cordée, et se termine en apex peu ou brusquement distinct, long de 8 à 15 mm (rarement seulement 5 mm) ; la marge porte des dents généralement très larges, parmi lesquelles les dents principales sont un peu courbées en arrière et profondes de 1,5 à 3 mm. Les folioles latérales sont portées par des pétiolules longs de 3 à 7 mm.
Les inflorescences sont d'une forme grossièrement conique, tronquée à l'apex, assez feuillée, la partie terminale étant dépourvue de feuilles sur une longueur de 3 à 7 cm. L'axe principal de l'inflorescence, peu poilu, est pourvu de glandes stipitées denses, de micro-aiguillons et aiguillons intermédiaires, et d'environ 4 à 15 gros aiguillons atteignant 4 à 8 mm, ceux-ci étant minces et droits ou un peu courbés. Les feuilles situées dans l'inflorescence possèdent au maximum 3 folioles, dont les folioles latérales sont portées par des pétiolules longs de 0 à 3 mm (rarement jusqu'à 7 mm). Les pédicelles sont pour la plupart longs de 10 à 20 mm, et portent, en plus d'un tomentum plus ou moins court, des glandes stipitées nombreuses, d'une couleur rouge foncé, et longues de 0,5 à 1 mm pour la plupart, ainsi que 3 à 7 aiguillons généralement minces, et longs de 1 à 3,5 mm. Les sépales, qui sont plus ou moins réfléchis à la fin, portent à la face externe des glandes stipitées rouges ainsi que des aiguillons très minces. Les pétales, d'une longueur de 8 à 10 mm, sont elliptiques à obovales, d'une couleur rose vif à presque rouge. Les étamines dépassent un peu les styles qui sont un peu rougeâtres. Les anthères et les carpelles sont glabres. Le réceptacle est glabre ou un peu poilu. La floraison a lieu en juillet et août.

## Écologie
On le rencontre en fourrés, clairières et en lisières de forêts, sur des sols assez riches.

## Distribution
La plante est connue aux Pays-Bas (Sud de Limbourg), en Belgique (Ardennes et Hohes Venn), au Grand Duché de Luxembourg, en France (près de la frontière belge), et dans l'ouest de l'Allemagne (Rhénanie-du-Nord-Westphalie et Rhénanie-Palatinat).

## Propagation
Cette espèce se multiplie par apomixie et par marcottage.

## Utilisation
Voir ronces.

## Synonyme
- Rubus aculeatissimus Kaltenbach